# Miguel Ángel Nieto de la Calle
Miguel Ángel Nieto de la Calle (n. 12 de enero de 1986) es un exfutbolista español que jugaba de centrocampista y su último equipo fue el CD Alcoyano.

## Trayectoria
Llegó al Real Madrid en categoría cadete procedente del Juventud Sanse, un equipo de San Sebastián de los Reyes, localidad del norte de Madrid. 
Cuando aún pertenecía al Real Madrid C, debutó en Liga de Campeones, jugando 73 minutos, el 6 de diciembre de 2006 frente al Dinamo de Kiev; y en Primera división con el primer equipo del Real Madrid el 27 de enero de 2007 en El Madrigal. Más tarde, Fabio Capello volvió a contar con él para enfrentarse al Levante y al Betis.
En la temporada 2008-09 fichó por el Almería. En el mercado de invierno de la temporada 2010-2011 fue cedido al Xerez CD, y, tras acabar la cesión, regresa al Almería de cara a la temporada 2011-12. Fue fichado por el Numancia por tres temporadas, abandonando el club (Club Deportivo Numancia) en 2013, al final fichó por el club Racing de Santander en la temporada 2013. El 9 de enero de 2014 se oficializa su fichaje por el Córdoba CF, firma contrato con el club del Arcángel hasta el 30 de junio de 2015 con el reto de conseguir el ascenso a Primera División vestido de blanquiverde.
El 31 de enero de 2015 se hacía oficial su fichaje por el Club Lleida Esportiu, equipo que milita en la Segunda División B española.
el 3 de julio de 2015 ficha por el Hércules de Alicante Club de Fútbol. El 31 de enero de 2018 ficha por el Club Deportivo Alcoyano donde tras terminar la temporada se retira del fútbol profesional, tiene el carnet de entrenador pero ahora ejerce de Policía Nacional.

## Clubes
| Club                                | País   | Año       |
| ----------------------------------- | ------ | --------- |
| Juventud Sanse                      | España | 1993-2000 |
| Real Madrid C                       | España | 2004-2006 |
| Real Madrid Castilla                | España | 2006-2008 |
| Real Madrid                         | España | 2006-2007 |
| UD Almería                          | España | 2008-2010 |
| Xerez CD                            | España | 2011      |
| UD Almería                          | España | 2011      |
| Club Deportivo Numancia             | España | 2011-2013 |
| Racing de Santander                 | España | 2013      |
| Córdoba Club de Fútbol              | España | 2014      |
| Club Lleida Esportiu                | España | 2015      |
| Hércules de Alicante Club de Fútbol | España | 2015-2018 |
| Club Deportivo Alcoyano             | España | 2018-2019 |